# Suksajärvi
Suksajärvi är en sjö i Kiruna kommun i Lappland och ingår i Kalixälvens huvudavrinningsområde. Sjön har en area på 0,294 kvadratkilometer och ligger 378,9 meter över havet.

## Delavrinningsområde
Suksajärvi ingår i det delavrinningsområde (750120-172251) som SMHI kallar för Mynnar i Lappeasuanto. Medelhöjden är 392 meter över havet och ytan är 22,46 kvadratkilometer. Räknas de 109 avrinningsområdena uppströms in blir den ackumulerade arean 2 417,06 kvadratkilometer. Kalixälven som avvattnar avrinningsområdet har biflödesordning 2, vilket innebär att vattnet flödar genom totalt 2 vattendrag innan det når havet efter 277 kilometer. Avrinningsområdet består mestadels av skog (70 procent) och sankmarker (22 procent). Avrinningsområdet har 1,47 kvadratkilometer vattenytor vilket ger det en sjöprocent på 6,5 procent.